# Taliándörögd, Veszprém
Taliándörögd  este un sat în districtul Tapolca, județul Veszprém, Ungaria, având o populație de 700 de locuitori (2011). 

## Demografie
Componența etnică a satului Taliándörögd
     Maghiari (95,03%)
     Romi (3,04%)
     Germani (1,12%)
     Necunoscut (0,8%)
     Alții (0,8%)
Componența confesională a satului Taliándörögd
     Romano-catolici (55,86%)
     Luterani (10,43%)
     Reformați (6,71%)
     Fără religie (1,86%)
     Necunoscută (25,14%)
Conform recensământului din 2011, satul Taliándörögd avea 700 de locuitori. Din punct de vedere etnic, majoritatea locuitorilor (95,03%) erau maghiari, existând și minorități de romi (3,04%) și germani (1,12%). Apartenența etnică nu este cunoscută în cazul a 0,8% din locuitori.  Din punct de vedere confesional, majoritatea locuitorilor (55,86%) erau romano-catolici, existând și minorități de luterani (10,43%), reformați (6,71%) și persoane fără religie (1,86%). Pentru 25,14% din locuitori nu este cunoscută apartenența confesională.